# Liste des résolutions du Conseil de sécurité des Nations unies sur la Libye
Cet article dresse une liste des résolutions du Conseil de sécurité des Nations unies concernant la Libye.

## Libye
La Libye, en forme longue l'État de Libye,,,,, (en amazighe : Libya ⵍⵉⴱⵢⴰ ; en arabe ليبيا, Lībiyā ou Lībiyya, et دولة ليبيا, Dawlat Lībiyā), est un pays d'Afrique du Nord faisant partie du Maghreb.

### XXème siècle
- Résolution 109 : admission de l'Albanie, de la Jordanie, de l'Irlande, du Portugal, de la Hongrie, de l'Italie, de l'Autriche, de la Roumanie, de la Bulgarie, de la Finlande, de Ceylan, du Népal, de la Libye, du Cambodge, du Laos et de l'Espagne aux Nations unies (adoptée le 14 décembre 1955).
- Résolution 731 : Jamahiriya arabe libyenne (adoptée le 21 janvier 1992).
- Résolution 748 : Jamahiriya arabe libyenne. Début de l'embargo contre la Libye, décidé après les attentats de Lockerbie et contre un avion de la compagnie UTA au Niger en 1989, (adoptée le (31 mars 1992) lors de la 3 063e séance).
- Résolution 883 : Jamahiriya arabe libyenne. Gel des fonds et ressources financières détenues à l'étranger par le gouvernement ou des administrations publiques libyennes, ou encore par toute entreprise libyenne, (adoptée le 11 novembre 1993 lors de la 3 312e séance).
- Résolution 910 : dérogation aux dispositions du paragraphe 4 de la résolution 748 (1992) ne s'appliquera pas aux vols de l'avion de l'ONU qui transportera l'équipe de reconnaissance du secrétaire général à destination ou en provenance de la Libye.
- Résolution 926 : accord signé le 4 avril 1994 entre les gouvernements de la Jamahiriya arabe libyenne et du Tchad sur les modalités pratiques d’exécution de l’arrêt rendu le 3 février 1994 par la Cour internationale de justice (fin GONUBA)
- Résolution 1192 : attentat de Lockerbie.
- Résolution 1506 : lettres datées des 20 et 23 décembre 1991, émanant des États-Unis d'Amérique, de la France et du Royaume-Uni de Grande-Bretagne et d'Irlande du Nord (S/23306, S/23307, S/23308, S/23309 et S/23317) ; Lettre datée du 15 août 2003, adressée au président du Conseil de sécurité par le Chargé d'affaires par intérim de la mission permanente de la Jamahiriya arabe libyenne auprès de l'Organisation des Nations unies (S/2003/818) ; Lettre datée du 15 août 2003, adressée au président du Conseil de sécurité par les représentants permanents des États-Unis d'Amérique et du Royaume-Uni de Grande-Bretagne et d'Irlande du Nord auprès de l'Organisation des Nations unies (S/2003/819) ; Mise aux voix du projet de Résolution S/2003/824.

### XXIème siècle
- Résolution 1970 : paix et sécurité en Afrique (adoptée le 26 février 2011).
- Résolution 1973 : la situation en Jamahiriya arabe libyenne (adoptée le 17 mars 2011).
- Résolution 2009 : la situation en Libye (adoptée le 16 septembre 2011).
- Résolution 2016 : la situation en Libye (adoptée le 27 octobre 2011).
- Résolution 2017 : la situation en Libye (adoptée le 31 octobre 2011).
- Résolution 2022 : la situation en Libye (adoptée le 5 décembre 2011).
- Résolution 2040 : la situation en Libye (adoptée le 12 mars 2012).
- Résolution 2095 : la situation en Libye (adoptée le 14 mars 2013 lors de la 6934e séance).
- Résolution 2144 : la situation en Libye (adoptée le 14 mars 2014).
- Résolution 2146 : la situation en Libye (adoptée le 19 mars 2014).
- Résolution 2174 : la situation en Libye (adoptée le 27 août 2014 lors de la 7251e séance).
- Résolution 2208 : la situation en Libye (adoptée le 5 mars 2015).
- Résolution 2213 : la situation en Libye (adoptée le 27 mars 2015).
- Résolution 2214 : la situation en Libye (adoptée le 27 mars 2015).
- Résolution 2238 : la situation en Libye (adoptée le 10 septembre 2015).
- Résolution 2259 : la situation en Libye (adoptée le 23 décembre 2015).
- Résolution 2273 : la situation en Libye (adoptée le 15 mars 2016).
- Résolution 2278 : la situation en Libye (adoptée le 31 mars 2016).
- Résolution 2291 : la situation en Libye (adoptée le 13 juin 2016).
- Résolution 2292 : la situation en Libye (adoptée le 14 juin 2016).
- Résolution 2298 : la situation en Libye (adoptée le 22 juillet 2016).
- Résolution 2323 : la situation en Libye (adoptée le 13 décembre 2016).
- Résolution 2356 : la situation en Libye (adoptée le 12 juin 2017).
- Résolution 2362 : la situation en Libye (adoptée le 29 juin 2017).
- Résolution 2376 : la situation en Libye (adoptée le 14 septembre 2017).
- Résolution 2420 : la situation en Libye (adoptée le 11 juin 2018).
- Résolution 2434 : la situation en Libye (adoptée le 14 septembre 2018).
- Résolution 2441 : la situation en Libye (adoptée le 5 novembre 2018).
- Résolution 2473 : la situation en Libye (adoptée le 10 juin 2019).
- Résolution 2487 : la situation en Libye (adoptée le 12 septembre 2019).
- Résolution 2509 : la situation en Libye (adoptée le 11 février 2020).
- Résolution 2510 : la situation en Libye (adoptée le 12 février 2020).
- Résolution 2526 : la situation en Libye (adoptée le 5 juin 2020).
- Résolution 2542 : la situation en Libye (adoptée le 15 septembre 2020).
- Résolution 2570 : la situation en Libye (adoptée le 16 avril 2021).
- Résolution 2571 : la situation en Libye. Lettre du président du Conseil sur le résultat du vote (S/2021/374) et les détails du vote (S/2021/382) (adoptée le 16 avril 2021)
- Résolution 2578 : la situation en Libye (adoptée le 3 juin 2021)
- Résolution 2595 : la situation en Libye (adoptée le 15 septembre 2021)
- Résolution 2599 : la situation en Libye (adoptée le 30 septembre 2021)
- Résolution 2619 : la situation en Libye (adoptée le 31 janvier 2022)
- Résolution 2629 : la situation en Libye (adoptée le 29 avril 2022)
- Résolution 2635 : la situation en Libye (autorisation de visite des bateaux) (adoptée le 3 juin 2022)
- Résolution 2644 : la situation en Libye (adoptée le 13 juillet 2022)
- Résolution 2647 : la situation en Libye (MANUL) (adoptée le 28 juillet 2022)
- Résolution 2656 : la situation en Libye (MANUL) (adoptée le 28 octobre 2022)
- Résolution 2684 : La situation en Libye (adoptée le 2 juin 2023)
- Résolution 2698 : Maintien de la paix et de la sécurité internationales (adoptée le 29 septembre 2023)
- Résolution 2701 : La situation en Libye (Libye sanctions) (adoptée le 19 octobre 2023)
- Résolution 2702 : La situation en Libye (MANUL) (adoptée le 30 octobre 2023)
- Résolution 2733 : La situation en Libye (adoptée le 31 mai 2024)